# Савченко, Иван Павлович
Иван Павлович Савченко (8 октября 1925, с. Великая Топаль Новозыбковской волости Новозыбковского уезда Брянской губернии, РСФСР, СССР — 30 января 1973, г. Седа Валкского района, Латвийская ССР, СССР) — участник Великой Отечественной войны, гвардии рядовой, вожатый 50-го отдельного отряда санитарно-нартовых упряжек при 10-м гвардейском стрелковом орденов Кутузова и Богдана Хмельницкого полке (6-я гвардейская стрелковая Ровенская Краснознамённая ордена Суворова дивизия, 27-й стрелковый корпус, 13-я армия, 1-й Украинский фронт), Полный кавалер ордена Славы.

## Биография
Иван Савченко родился 8 октября 1925 года в селе Великая Топаль (ныне в Клинцовском районе Брянской области) в крестьянской семье. Окончил 6 классов.
Призван в Красную Армию Клинцовским РВК 8 октября 1943 года после освобождения района от оккупации. Был назначен вожатым упряжки в 50-й отдельный отряд санитарно-нартовых упряжек. Эти упряжки представляли собой лёгкие нарты, запряженные собаками, и применялись для быстрой эвакуации раненых с поля боя и транспортировки в тыл.
С 24 ноября 1943 года Иван Савченко участвовал в боях. В декабре 1943 года и марте 1944 года был ранен.
В августе 1944 года его отряд был придан 866-му стрелковому полку 287-й стрелковой Новоград-Волынской дважды Краснознамённой ордена Богдана Хмельницкого дивизии. Эта дивизия в ходе Львовско-Сандомирской операции в начале августа 1944 года форсировала Вислу и захватила плацдарм близ г. Сандомира, где развернулись жесточайшие бои за удержание и расширение плацдарма. В ходе боёв 12—14 августа 1944 года Иван Савченко вывез на своей упряжке 31 солдата и офицера, за что был представлен к ордену Красной Звезды.
Приказом по 13-й армии № 306/н от 9 ноября 1944 года был награждён орденом Славы 3-й степени.
В начале 1945 года его 50-й отряд собачьих упряжек был придан 10-му гвардейскому стрелковому орденов Кутузова и Богдана Хмельницкого полку 6-й гвардейской стрелковой Ровенской Краснознамённой ордена Суворова дивизии. Дивизия с 12 января 1945 года прорывала оборону вокруг Сандомирского плацдарма в ходе Сандомирско-Силезской операции. В ходе напряжённых боёв по прорыву полосы обороны и дальнейшему наступлению, Иван Савченко с 12 января по 1 февраля 1945 года вывез на своей упряжке 26 солдат и офицеров, за что вновь был представлен к ордену Красной Звезды.
Приказом по 13-й армии № 152/н от 3 мая 1945 года был награждён орденом Славы 2-й степени.
В ходе дальнейшего наступления, дивизия в феврале 1945 года принимала участие в Нижнесилезской операции. В наступлении с 1 февраля по 26 февраля 1945 года, гвардии рядовой Савченко вывез с поля боя 17 солдат и офицеров, за что был представлен к ордену Красного Знамени.
Приказом по 13-й армии № 215/н от 31 мая 1945 года был награждён вторым орденом Славы 2-й степени.
В Берлинской операции гвардии рядовой Савченко в районе населённого пункта Керцендорф вывез с поля 26 солдат и офицеров, был в третий раз представлен к ордену Красной Звезды.
Приказом по 13-й армии № 283/н от 21 июня 1945 года награждён вторым орденом Славы 3-й степени.
Указом Президиума Верховного Совета СССР от 26 декабря 1967 года в порядке перенаграждения Савченко Иван Павлович награждён орденом Славы 1-й степени (вместо ордена Славы 3-й степени от 21.06.1945 г.) и стал полным кавалером ордена Славы.
После войны вернулся в родное село, работал в колхозе. В 1954 году переехал в Латвию, в посёлок Седа, где работал на торфопредприятии. Умер 30 января 1973 года.